# Комплексный потенциал
Комплексный потенциал — функция двух переменных {\displaystyle x} и {\displaystyle y}, использующаяся в гидродинамике для описания плоского стационарного безвихревого движения несжимаемой жидкости вида {\displaystyle f(z)=u(x,y)+iv(x,y)}. Действительная часть {\displaystyle u(x,y)} называется потенциальной функцией, мнимая часть {\displaystyle v(x,y)} называется функцией тока. Линии {\displaystyle u(x,y)={\rm {const}}} называются эквипотенциальными линиями, или линиями уровня. Линии {\displaystyle v(x,y)={\rm {const}}} называются линиями тока. Каждая частица жидкости движется по линии тока. Величина скорости течения жидкости равна модулю производной комплексного потенциала {\displaystyle V=|f'(z)|}. Направление скорости течения жидкости образует с положительным направлением оси {\displaystyle Ox} угол {\displaystyle \varphi =-\arg f'(z)}. Пользуясь условиями Коши-Римана, можно из уравнения эквипотенциальных линий восстановить вид комплексного потенциала.